# Europees kampioenschap kunststoten
Het Europees kampioenschap kunststoten (een spelsoort in het carambolebiljart) wordt sinds 1947 georganiseerd door de CIBA. 
Recordwinnaar is Raymond Steylaerts met 14 titels gevolgd door René Vingerhoedt (6) en Léo Corin en Jean Bessems (beide 4). 

## Lijst van winnaars
| Jaar | Toernooilocatie                     | Europees kampioen  | Land      |
| ---- | ----------------------------------- | ------------------ | --------- |
| 1947 | Parijs, Frankrijk                   | René Vingerhoedt   | België    |
| 1948 | Marseille, Frankrijk                | René Vingerhoedt   | België    |
| 1949 | Parijs, Frankrijk                   | René Vingerhoedt   | België    |
| 1950 | Barcelona, Spanje                   | René Vingerhoedt   | België    |
| 1951 | Amsterdam, Nederland                | René Vingerhoedt   | België    |
| 1952 | Bordeaux, Frankrijk                 | Joaquin Domingo    | Spanje    |
| 1953 | Bône, Algerije                      | René Vingerhoedt   | België    |
| 1954 | Madrid, Spanje                      | Raymond Steylaerts | België    |
| 1955 | Parijs, Frankrijk                   | Raymond Steylaerts | België    |
| 1956 | Madrid, Spanje                      | Raymond Steylaerts | België    |
| 1957 | Saarbrücken, Duitsland              | Raymond Steylaerts | België    |
| 1959 | Madrid, Spanje                      | Raymond Steylaerts | België    |
| 1961 | San Sebastian, Spanje               | Raymond Steylaerts | België    |
| 1962 | Murcia, Spanje                      | Raymond Steylaerts | België    |
| 1968 | Lyon, Frankrijk                     | Joaquin Domingo    | Spanje    |
| 1969 | Alicante, Spanje                    | Joaquin Domingo    | Spanje    |
| 1973 | Saint-Vincent, Italië               | Raymond Steylaerts | België    |
| 1975 | Dortmund, Duitsland                 | Raymond Steylaerts | België    |
| 1975 | Amersfoort, Nederland               | Raymond Steylaerts | België    |
| 1977 | Brussel, België                     | Raymond Steylaerts | België    |
| 1978 | Saint-Maur, Frankrijk               | Raymond Steylaerts | België    |
| 1979 | Barcelona, Spanje                   | Claudio Nadal      | Spanje    |
| 1980 | Zürich, Zwitserland                 | Léo Corin          | België    |
| 1981 | Apeldoorn, Nederland                | Hans de Jager      | Nederland |
| 1982 | Sant Boi de Llobregat, Spanje       | Raymond Steylaerts | België    |
| 1983 | Linz, Oostenrijk                    | Raymond Steylaerts | België    |
| 1983 | Bendorf, Duitsland                  | Léo Corin          | België    |
| 1985 | Spoleto, Italië                     | Léo Corin          | België    |
| 1986 | Bruay-sur-l'Escaut, Frankrijk       | Jean Bessems       | Nederland |
| 1987 | Gorssel, Nederland                  | Jean Bessems       | Nederland |
| 1988 | Dongen, Nederland                   | Jean Bessems       | Nederland |
| 1989 | Wilrijk, België                     | Jean Bessems       | Nederland |
| 1990 | Grubbenvorst, Nederland             | Léo Corin          | België    |
| 1991 | Barcelona, Spanje                   | Jean Reverchon     | Frankrijk |
| 1994 | Aartselaar, België                  | Thomas Ahrens      | Duitsland |
| 1995 | Berkel-Enschot, Nederland           | Xavier Fonellosa   | Spanje    |
| 1996 | Niederanven, Luxemburg              | Madou Touré        | Frankrijk |
| 1997 | İzmir, Turkije                      | Walter Bax         | België    |
| 2000 | Faches-Thumesnil, Frankrijk         | Thomas Ahrens      | Duitsland |
| 2003 | Challans, Frankrijk                 | Thomas Ahrens      | Duitsland |
| 2005 | Sivas, Turkije                      | Madou Touré        | Frankrijk |
| 2007 | Malatya, Turkije                    | Serdar Gümüş       | Turkije   |
| 2009 | Grubbenvorst, Nederland             | Sander Jonen       | Nederland |
| 2013 | Brandenburg an der Havel, Duitsland | Eric Daelman       | België    |
| 2015 | Brandenburg an der Havel, Duitsland | Serdar Gümüş       | Turkije   |
| 2017 | Brandenburg an der Havel, Duitsland | Serdar Gümüş       | Turkije   |

Van 15 tot en met 17 mei 2009 werd in Grubbenvorst het Europees kampioenschap gespeeld. 
De Nederlander Sander Jonen werd Europees kampioen, de Spanjaard Xavier Fonellosa werd tweede en de Belg Eric Daelman derde. 
De andere Nederlandse deelnemer, Martin van Rhee, werd zesde.